# Anufo (Volk)
Die Anufo sind eine Ethnie in Togo, Benin und Ghana, das auch Chokosi, Chakosi, Kyokosi, Tchokossi oder Tiokossi genannt wird. 
In Togo leben 57.800 bis 64.000 Menschen dieser Volksgruppe. In Ghana leben davon ca. 66.000 bis 70.000 Menschen. Im Benin werden in den Quellen zwischen 13.800 und 17.000 Angehörige dieser Ethnie angegeben. Die von ihnen gesprochene Sprache heißt Anufo.
Die Anufo besaßen einst ihren eigenen Staat, die Monarchie Tschokossi.
Die Anufo leben überwiegend im Savannenland an der Grenze zwischen Togo und Ghana. Die Anufo gehören vor allem dem Islam an, etwa 10 % sind Christen, ein weiterer Bevölkerungsteil ist Anhänger der traditionellen Religionen.